# Cheiracanthium auenati
Cheiracanthium auenati es una especie de araña del género Cheiracanthium, familia Cheiracanthiidae, suborden Araneomorphae. Fue descrita científicamente por Caporiacco en 1936.

## Distribución
Se distribuye por Libia.